# Tetritskaro
Tetritskaro (en géorgien : თეთრი წყარო, littéralement la source blanche, parfois transcrit Tetri Tsq'aro) est une petite ville de Géorgie, dans la région de Basse Kartlie. Elle est également le centre du district de Tetritskaro.

## Commune
Le nom Tetritskaro signifie source blanche en géorgien.
Tetritskaro abrite une ancienne caserne militaire soviétique d'importance, qui était abandonnée avant les événements de 2008, ce qui lui a probablement valu de ne pas être bombardée comme celles de Bolnissi ou Marneouli.

### Personnalités liées à la commune
- Au XVIe siècle, du fait des invasions persanes dans la région, le roi Louarsab Ier y trouve la mort au cours de la bataille de Garissi.
- En 1863, y naît le grand duc Georges Mikhaïlovitch de Russie, futur général russe. La commune s'appelle en russe Biely-Klioutch (Белый Ключ).
- Tenguiz Kitovani (1938-) homme politique.

## District
Le district (raion) de Tetritskaro s'étend sur 1 175 km², avec une population de 25 354 habitants (recensement de 2002).

Dans le district, il faut noter le monastère de Goudarékhi, la forteresse de Samshvilde, l'église de Pitareti (XIIIe siècle), la cathédrale de Manglissi, la forteresse de Partskhissi...

## Sources
- (en) Cet article est partiellement ou en totalité issu de l’article de Wikipédia en anglais intitulé « Tetri Tsqaro » (voir la liste des auteurs).

1. ↑  « მოსახლეობის საყოველთაო აღწერა 2014 », საქართველოს სტატისტიკის ეროვნული სამსახური,‎ octobre 2014 (consulté le 7 octobre 2016).
2. ↑  « Statistiques des districts de Géorgie publiées en 2009 », sur statoids.com (consulté le 2 avril 2013).